# ミュージック・イン・ハイフォニック
日立ミュージック・イン・ハイフォニックは、ニッポン放送にて1963年5月21日から1986年4月4日まで放送されていた音楽番組。当該頁では、改題後の『HITACHI MUSIC INN』（日立ミュージック・イン）及び、2000年にリメイクされた、『ミュージック・イン・ハイフォニック』についても扱う。

## 概要
1963年5月21日に番組放送開始。日立製作所の一社提供で、番組タイトルの「ハイフォニック」は、番組開始当時に日立が発売していたトランジスタラジオのブランド名である。
基本的に、番組中はトークを一切挟まず、予め決められたテーマや「Billboard Hot 100」の年間ヒット曲、”スーパースター”と称する放送当時人気があったアーティストやアイドル、音楽グループが選曲したセットリストの楽曲を流し続ける構成であった。オープニングとエンディングでは、パーソナリティが日立のオーディオ機器商品「Lo-D」、ラジカセの「PERDiSCO（パディスコ）」等のCMナレーションを読み上げていた。
テーマ曲は、山本直純作曲。1973年12月10日に『白い船白い鳥』のタイトルでシングル化された（作詞：高田敏子、編曲：小谷充、歌：やまがたすみこ）。
ニッポン放送での放送曜日・時間は、1963年の放送開始から1974年3月迄は毎日番組を編成していたが、1974年4月以降は週末の放送を廃止し、平日のみに固定。1975年4月からニッポン放送の夜ワイド番組に内包される編成となり、1983年4月末まで編成され続けて来た。1983年5月からニッポン放送では『高原兄→三宅裕司のヤングパラダイス』開始に伴い24:00からの放送、金曜は廃止しネット局へ裏送りとなっていた。
その後、同年5月から番組タイトルを『HITACHI MUSIC INN』に改題し、日立の生CMが事前に制作されたスポットCM音源となり、テーマ曲も、当時の日立のイメージソング「OUR LOVELY DAYS」（歌：当山ひとみ　作曲：バート・バカラック　作詞：Fatz Audat）のインストゥルメンタルアレンジ版に変更された。しかし、22年間の長きに渡って番組を放送して来たが、1986年4月4日放送分をもって終了。14年後、後述のリバイバル番組として復活する事となる。
また、日立製作所の一社提供番組としては、当時同局アナウンサーであった上柳昌彦を起用した音楽情報番組『HITACHI FAN! FUN! TODAY』が後継番組として開始された。

## 出演者

### 語り（パーソナリティ）
- 高岡尞一郎 - 1964年 -
- 常木建男
- 波多江孝文
- 湯浅明
- 村木正顕
- 田畑達志
- くり万太郎（高橋良一） - 1979年4月 - 1986年4月4日

## ネット局
※1980年当時
| 放送地域      | 放送局名               | 放送時間      | 備考       |
| ------------- | ---------------------- | ------------- | ---------- |
| 関東広域圏    | ニッポン放送           | 22:00 - 22:30 | 【制作局】 |
| 岩手県        | 岩手放送               | 22:00 - 22:30 |            |
| 山形県        | 山形放送               | 22:00 - 22:30 |            |
| 福島県        | ラジオ福島             | 22:00 - 22:30 |            |
| 福井県        | 福井放送               | 22:00 - 22:30 |            |
| 島根県 鳥取県 | 山陰放送               | 22:00 - 22:30 |            |
| 山口県        | 山口放送               | 22:00 - 22:30 |            |
| 香川県        | 西日本放送             | 22:00 - 22:30 |            |
| 徳島県        | 四国放送               | 22:00 - 22:30 |            |
| 高知県        | 高知放送               | 22:00 - 22:30 |            |
| 愛媛県        | 南海放送               | 22:00 - 22:30 |            |
| 熊本県        | 熊本放送               | 22:00 - 22:30 |            |
| 宮崎県        | 宮崎放送               | 22:00 - 22:30 |            |
| 沖縄県        | 琉球放送               | 22:20 - 22:50 | [ 4 ]      |
| 山梨県        | 山梨放送               | 22:30 - 23:00 |            |
| 大分県        | 大分放送               |               |            |
| 北海道        | 北海道放送             | 23:00 - 23:30 |            |
| 青森県        | 青森放送               | 23:00 - 23:30 |            |
| 宮城県        | 東北放送               | 23:00 - 23:30 |            |
| 新潟県        | 新潟放送               | 23:00 - 23:30 |            |
| 長野県        | 信越放送               | 23:00 - 23:30 |            |
| 富山県        | 北日本放送             | 23:00 - 23:30 |            |
| 石川県        | 北陸放送               | 23:00 - 23:30 |            |
| 静岡県        | 静岡放送               | 23:00 - 23:30 |            |
| 中京広域圏    | 東海ラジオ             | 23:00 - 23:30 |            |
| 和歌山県      | 和歌山放送             | 23:00 - 23:30 |            |
| 岡山県        | 山陽放送               | 23:00 - 23:30 |            |
| 広島県        | 中国放送               | 23:00 - 23:30 |            |
| 長崎県 佐賀県 | 長崎放送 NBCラジオ佐賀 | 23:00 - 23:30 |            |
| 鹿児島県      | 南日本放送             | 23:00 - 23:30 |            |
| 秋田県        | 秋田放送               | 23:10 - 23:40 |            |
| 近畿広域圏    | ラジオ大阪             | 23:30 - 24:00 |            |
| 福岡県        | 九州朝日放送           | 23:30 - 24:00 |            |

### 過去
- ラジオ関西 - 1972 - 1977年

## 派生商品
1979年には放送15周年記念として、リスナーが選出したミュージシャンの共演による演奏のオムニバスアルバム「Hi-phonics Hi-phonics」
（アーティスト名は『ハイフォニック・ビッグ15』名義）が発売された（2004年にCDで再発売）。参加ミュージシャンは坂本龍一、細野晴臣、大野雄二、タイム・ファイブ、ミッキー吉野、ジェイク・コンセプション、佐藤奈々子、鈴木宏昌、吉川忠英、鈴木茂、渡辺香津美など。

## 関連番組

### ミュージック・イン・ハイフォニック (リメイク版)
『ミュージック・イン・ハイフォニック』は、ニッポン放送で2000年4月3日から2001年3月30日まで放送されていた音楽番組である。

#### 概要
ニッポン放送は、平日の早朝番組枠として、14年前に終了した改題前の『日立ミュージック・イン・ハイフォニック』をリバイバル。当該番組には日立製作所がスポンサーについてないため、スポンサー冠が附す事はなく、番組構成のみ踏襲する形式を採用した。
しかし、当該番組の前番組であった、『いまに哲夫のジョイフルモーニングニッポン』を終了させ、2001年1月から『トキちゃんの今日もいい朝!はじまるよ!!』が開始された事で、番組尺を増やすため、当該番組は1年で放送終了する運びとなった。

#### 出演者

##### パーソナリティ
- 那須恵理子（当時：ニッポン放送アナウンサー）

#### 放送時間
- 平日 4:30 - 5:00 - 2000年4月3日 - 2001年3月30日

#### ネット局
| 放送対象地域   | 放送局       | 放送日時                        | 備考                       |
| -------------- | ------------ | ------------------------------- | -------------------------- |
| 関東広域圏     | ニッポン放送 | 平日 4:30 - 5:00                | 制作局                     |
| 北海道         | STVラジオ    | 火 - 金曜 4:30 - 5:00           |                            |
| 栃木県         | 栃木放送     | 火 - 金曜 4:30 - 5:00           |                            |
| 京都府・滋賀県 | KBS京都      | 火 - 金曜 4:30 - 5:00           |                            |
| 香川県         | 西日本放送   | 火 - 金曜 4:30 - 5:00           |                            |
| 愛媛県         | 南海放送     | 火 - 金曜 4:30 - 5:00           |                            |
| 高知県         | 高知放送     | 火 - 金曜 4:30 - 5:00           |                            |
| 福岡県         | 九州朝日放送 | 火 - 金曜 4:30 - 5:00           |                            |
| 青森県         | 青森放送     | 火 - 木、土、日曜 21:30 - 22:00 | [ 5 ]                      |
| 徳島県         | 四国放送     | 平日 19:00 - 19:30              | 2000年10月 - 2001年3月30日 |

### ミュージック・イン・ハイフォニックサンデー
『ミュージック・イン・ハイフォニックサンデー』は、ニッポン放送で2000年4月3日から2001年3月30日まで放送されていた音楽番組である。

#### 概要
ニッポン放送は2000年上半期の番組編成にて、日曜の早朝枠にて同局アナウンサーである増山が出演していた音楽番組である『増山さやかのサンデーモーニングポップス』を改題し、当該番組の派生番組を編成。

#### 出演者

##### パーソナリティ
- 増山さやか（ニッポン放送アナウンサー）

#### 放送時間
- 日曜 4:30 - 5:00 - 2000年4月9日 - 2001年3月25日